# Леон Шарл Тевенен
Леон Шарл Тевенен (фр. Léon Charles Thévenin; Мо, 30. март 1857 — Париз, 21. септембар 1926) је био француски телеграфски инжењер који је проширио Омов закон на анализу комплексних електричних кола.

## Позадина
Рођен у граду Мо, Тевенен је дипломирао у Политехничкој школи у Паризу 1876. године. 1878, придружио се групи телеграфских инжењера (што је касније постао Француски ПТТ). Тамо је најпре радио на развоју подземних телефонских линија на велике раздаљине.
Пошто је постављен за инспектора предавања на Вишој школи 1882. године, постајао је све више заинтересован за проблеме мерења у електричним колима. Као резултат проучавања Кирхофових закона и Омовог закона, развио је своју познату теорему, Тевененову теорему, која је омогућила да се рачунају струје у далеко сложенијим електричним мрежама, што је даље омогућило да се такве мреже сведу на простија кола названа Тевененова еквивалентна кола.
Такође, након што је постао шеф Биро де Лиња, пронашао је времена да предаје друге предмете ван Више школе, укључујући курс механике на Националном институту пољопривреде у Паризу. Године 1896, Тевенен је постављен за директора Телеграфске инжењерске школе, а 1901. године за главног инжењера телеграфских радионица.